# Kaikaku
Le kaikaku (改革, « réforme ») est une notion japonaise du toyotisme signifiant « changement brutal ». Il s'oppose en ce sens au kaizen qui est un changement continu, par petites étapes, réalisé en vue de s'améliorer.
Le kaikaku est souvent associé à la méthode Hoshin (management par percée). Il s'agit de réaliser un changement radical dans un système de production en vue d'augmenter l'efficacité dans un objectif précis.

## Introduction
Dans le contexte de la production industrielle, les fabricants japonais utilisent ce terme lorsqu'ils adoptent des approches plus radicales de l'amélioration de la production que le kaizen. Le kaizen est un terme bien connu et est généralement défini comme une amélioration progressive et continue (par exemple, Imai, 1986). Dans certains livres et articles, le kaikaku est souvent décrit comme l’opposition du kaizen. Par exemple, Imai affirme que la stratégie de kaizen maintient et améliore le standard de travail grâce à des améliorations mineures et graduelles, tandis que kaikaku appelle à des améliorations radicales résultant d'investissements importants dans la technologie ou les équipements.
Le kaikaku a tendance à entraîner des changements à grande échelle impliquant des activités plus vastes. Des modifications sont apportées, par exemple, aux processus de production, aux équipements de production, à la culture dans les organisations, aux stratégies de fabrication, aux styles de leadership, aux systèmes d’information et aux processus de gestion. Dans certains cas, le changement ne concernait pas uniquement les systèmes de production mais également toutes les fonctions de production ou l'ensemble de l'entreprise. Dans les rapports d’entreprise qui ont utilisé cette méthode, le kaikaku impliquait souvent la mise en œuvre de la « lean production » (gestion sans gaspillage).
Le kaikaku peut être considéré comme une approche descendante, mais cela ne signifie pas nécessairement que les changements ne sont jamais collaboratifs et participatifs.
Une initiative de kaikaku comprenait souvent des projets de moindre envergure menés à différents moments de l’initiative. Les délais des initiatives kaikaku allaient de quelques mois à quelques années. D'autre part, le kaizen est normalement considéré comme un effort continu, ce qui indique la nature de la pratique dans un voyage sans fin vers la qualité et l'efficacité (Brunet et New, 2003).

## Concepts de base
Le kaikaku a besoin d'une structure car il implique des changements complexes, non seulement sur le plan technique, mais également sur le plan organisationnel, humain et stratégique. Le kaikaku nécessite souvent d'importants investissements, ce qui incite les responsables à minimiser les risques d'échec. La recherche sur le kaikaku semble avoir apporté une contribution importante à la mise en place de structures pour les activités de planification et d'exécution au kaikaku. En conséquence, il semble y avoir peu de place pour étudier comment gérer les changements dans le kaikaku de manière systématique. D'autre part, compte tenu de la manière dont le kaikaku peut contribuer à créer des systèmes de production uniques, il peut exister davantage de possibilités d'étudier le kaikaku. Cela a conduit à formuler les deux questions de recherche (QR 1 et QR 2). QR 1 concerne la réalisation du kaikaku afin de générer des solutions plus radicalement innovantes qui permet à la partie technique du système de production de mieux se démarquer. Le second questionnaire porte sur la façon de réaliser le kaikaku afin d’améliorer les capacités d’innovation, ce qui contribue à donner plus d’importance à la partie sociale du système.
Une autre raison d'utiliser ce terme est que les entreprises japonaises sont généralement connues pour leur volonté de renforcer leurs capacités à long terme (par exemple Nonaka, 2007) et que des analyses indiquent que les systèmes de production japonais deviennent de plus en plus performants à la suite des efforts de ces entreprises pour maintenir leurs avantages concurrentiels dans la production (cf. Kimura et Takano, 2005).

### Différents types
Il existe quatre types de kaikaku, souvent représentés dans une matrice. Ici, ils seront vus de manière linéaire :
- type 1 : kaikaku corporel préexistant : cette méthode propose de nouveaux équipements et outils physiques déjà établis et conçus, pour assister lors de certaines taches ;
- type 2 : kaikaku incorporel préexistant : introduire de nouvelles méthodes de travail, management et production liés au secteur d’activité, existants déjà dans le monde de l’entreprise ;
- type 3 : kaikaku corporel radical : introduire de nouveaux équipements de production, imaginés et conçus par l’entreprise elle-même ;
- type 4 : kaikaku incorporel radical : introduire de nouvelles méthodes de travail/management/production spécifiques, qui n’existaient pas auparavant.

### Exemple de Toyota
Un exemple de ce type de kaikaku dans l'industrie est le kaikaku de l'usine située à Takaoka de Toyota décrite par Stewart et Raman (2007). Toyota a introduit un certain nombre d'équipements nouveaux dans l'industrie, tels que des matrices compactes pour le moulage par injection de plastique et des robots industriels minces pour l'assemblage par soudage par points. Ces pièces d'équipement ont contribué à une réduction de 50% des délais de production et de la longueur des lignes de production (Stewart et Raman, 2007).

## Limites
Il y a cependant une limite fondamentale à ce genre de changements. La plupart des managers et responsables se sentent à l'aise uniquement pour répondre aux demandes internes qui suppriment les tâches les plus faciles, ce qui est généralement accepté et ne nécessite pas un coût plus élevé. Des changements fondamentaux, ou des changements nécessitant l’aval du supérieur hiérarchique direct, pourraient éventuellement amener le dirigeant dans une position compromettante (compromettant son travail ou sa capacité à progresser au sein de la société).
Le côté extrême du kaikaku amène souvent les entreprises à adopter la méthode du kaizen, ou encore du kaizen blitz. Comme vu précédemment, le kaizen est une méthode graduelle, qui se traduit par de petites améliorations régulières. Ce sont tous ces petits changements qui mèneront à terme une importante évolution au sein de l’entreprise. Elle s’oppose donc en tout point au kaikaku. En effet, ce dernier représente un lourd investissement financier, plus basé sur la motivation et la recherche d’amélioration par les salariés. Une nouvelle école s’est alors développée, appelée kaizen blitz. Le terme blitz vient de l’allemand et signifie « éclair ». Cette école est définie comme la synthèse du kaikaku et du kaizen. Le kaizen blitz traduit un nombre important de petites évolutions, propre au kaizen, mais sur une période assez courte (environ dix jours). Ce laps de temps très court découle du côté brutal du kaikaku.